# Georgi Amzin
Georgi Amzin (tiếng Bulgaria: Георги Амзин; sinh 2 tháng 3 năm 1992) là một cầu thủ bóng đá Bulgaria thi đấu ở vị trí tiền vệ cho Vitosha Bistritsa.